# スクシノニトリル
スクシノニトリル（英: Succinonitrile）はジニトリルの一種。融点は約57℃で、常温では無色のロウ状の固体である。

## 製法
アクリロニトリルとシアン化水素との反応
{\displaystyle {\ce {CH2=CHCN + HCN -> NCCH2CH2CN}}}
または1,2-ジブロモエタンとシアン化カリウムとの反応により得られる。
{\displaystyle {\ce {BrCH2CH2Br + 2KCN -> NCCH2CH2CN + 2KBr}}}

## 反応
水素化により、プトレシン（1,4-ジアミノブタン）となる。
アンモニア、メタノールと加熱するとスクシンジアミンを生じる。部分加水分解でスクシンジアミド、完全加水分解でコハク酸となる。

## 安全性
日本の毒物及び劇物取締法上は劇物に区分される。燃焼または酸との接触により分解し、窒素酸化物やシアン化物など有毒で腐食性のガスを生じる。強塩基との反応ではアンモニアを生じる。